# Larry Rivers
Larry Rivers (17 de agosto de 1923 - 14 de agosto de 2002) fue un artista, pintor, escultor, músico y cineasta estadounidense.

## Biografía
Larry Rivers nació en el Bronx, Nueva York con el nombre de Yitzhok Loiza Grossberg. En 1940 cambió su nombre a Larry Rivers, luego de presentarse como "Larry Rivers and the Mudcats" en un pub musical de la ciudad de Nueva York. En el período 1940-45 trabajó como saxofonista de jazz en Nueva York, y estudió en la Academia Juilliard en 1945-46, junto con Miles Davis, con quien mantuvo una amistad hasta la muerte de Davis en 1991. 
Rivers es considerado por muchos estudiosos el "Padrino" del arte Pop, porque fue uno de los primeros artistas en realmente mezclar elementos de arte no-objetivo y no-narrativo con trozos de abstracción narrativa y objetiva.
Rivers comenzó a pintar en 1945 cursando estudios en la Escuela Hans Hofmann en el período 1947-48, y luego en la Universidad de Nueva York. Rivers fue un artista pop de la "escuela de Nueva York", incorporando y reproduciendo objetos cotidianos de la cultura popular norteamericana en el arte.